# 1160年代
| 千纪： | 2千纪                                                                                            |
| 世纪： | 11世纪 \| 12世纪 \| 13世纪                                                                       |
| 年代： | 1130年代 \| 1140年代 \| 1150年代 \| 1160年代 \| 1170年代 \| 1180年代 \| 1190年代                 |
| 年份： | 1160年 \| 1161年 \| 1162年 \| 1163年 \| 1164年 \| 1165年 \| 1166年 \| 1167年 \| 1168年 \| 1169年 |

## 大事记
- 1160年—1164年，红胡子腓特烈围攻罗马。
- 1161年，采石之战。
- 1163年，巴黎圣母院开建。
- 1164年，隆兴和议。
- 1168年，牛津大学开建。

## 出生
- 1162年，成吉思汗，蒙古帝國皇帝、蒙古人民的民族英雄。
- 1162年，李遵顼，西夏皇帝。
- 1163年，金宣宗，金朝皇帝。
- 1165年，赫爾曼·馮·薩爾扎，條頓騎士團第四任大團長。

## 逝世
- 1161年，完颜亮，金朝第四任皇帝。
- 1162年，刘锜，南宋將領。
- 1164年，张浚，南宋將領。